# Vindötunneln
Vindötunneln är en vägtunnel, på länsväg 160 på Vindön i Orust kommun. Tunneln byggdes 1966, har en längd på 485 meter och enkelt tunnelrör. Årsdygnstrafiken är cirka 4 650 fordon/dygn.